# Anthophyta
Los antofitos (clado Anthophyta) son las plantas con flores y se caracterizan por envolver las semillas en el ovario. Anthophyta comprende tanto a las plantas vivientes agrupadas en el taxón Angiospermae, como a las plantas con flores ancestrales extintas.
Es el grupo con mayor número de especies conocidas, alrededor de 275 000, las cuales tienen una enorme importancia para el hombre y para los animales en general. La característica más importante de los antófitos es que presentan una fecundación doble. Los antófitos son angiospermas y, por lo tanto, tienen óvulos encerrados en carpelos. La secuencia evolutiva de los antófitos es poco conocida, pues faltan los primeros elementos de la cadena, bien porque no se han fosilizado o bien porque evolucionaron muy deprisa. Hoy en día se piensa que los antófitos derivaron de los pteridospermófitos. 
El filo Anthophyta fue primero definido como sinónimo de Spermatophyta (Braun in Ascherson 1864), luego como sinónimo de Angiospermae (Bessey 1907) y finalmente como el clado de las plantas con flores, tanto vivientes como extintas.

## Filogenia

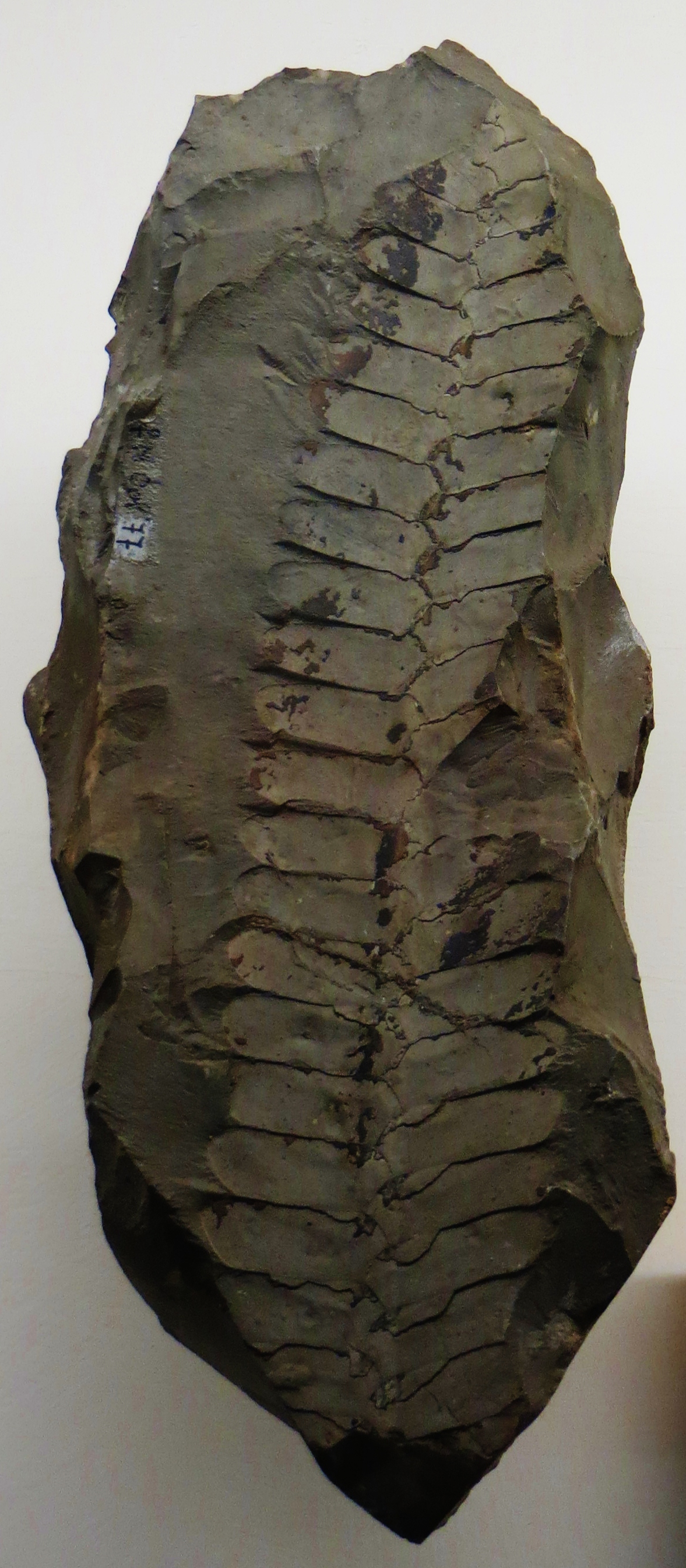
Otozamites (Bennettitales), cuyas hojas se parecen superficialmente a las de las cícadas.

Los estudios filogenéticos moleculares han definido a las angiospermas como un clado hermano de las gimnospermas. Sin embargo, el estudio de los grupos ancestrales extintos, han determinado que algunos grupos de hojas enteras antes considerados pteridospermas (helechos con semillas) como Glossopteridales y Gigantopteridales son en realidad antofitas. De igual modo, Bennettitales, también llamadas Cycadeoidea, se parecen a las cícadas superficialmente, pues en realidad están más relacionadas con las plantas con flores.
Por otro lado, se pensó que angiospermas y gnetales eran clados hermanos por muchas posibles sinapomorfías, lo que se ha llamado la "hipótesis antofita", lo que significaría que Gymnospermae es parafilético. Esta hipótesis es de inicios del siglo XX y se apoya en el parecido morfológico entre las angiospermas y Gnetum. Sin embargo, los estudios genéticos han rechazado esta hipótesis y señalan que se trata de una evolución convergente, incluso de los órganos florales.
Las relaciones entre los grupos de antofitas son aproximadamente las siguientes:
|  | Glossopteridales † |
|  |                    |
|  | Pentoxylales †     |
|  |                    |

|  | Sanmiguelia †                                                    |
|  |                                                                  |
|  | \| \| Archaefructus † \| \| \| \| \| \| Angiospermae \| \| \| \| |
|  |                                                                  |
|  | Archaefructus †                                                  |
|  |                                                                  |
|  | Angiospermae                                                     |
|  |                                                                  |

|  | Archaefructus † |
|  |                 |
|  | Angiospermae    |
|  |                 |

|  | Sanmiguelia †                                                    |
|  |                                                                  |
|  | \| \| Archaefructus † \| \| \| \| \| \| Angiospermae \| \| \| \| |
|  |                                                                  |
|  | Archaefructus †                                                  |
|  |                                                                  |
|  | Angiospermae                                                     |
|  |                                                                  |

|  | Archaefructus † |
|  |                 |
|  | Angiospermae    |
|  |                 |

|  | Sanmiguelia †                                                    |
|  |                                                                  |
|  | \| \| Archaefructus † \| \| \| \| \| \| Angiospermae \| \| \| \| |
|  |                                                                  |
|  | Archaefructus †                                                  |
|  |                                                                  |
|  | Angiospermae                                                     |
|  |                                                                  |

|  | Archaefructus † |
|  |                 |
|  | Angiospermae    |
|  |                 |

|  | Sanmiguelia †                                                    |
|  |                                                                  |
|  | \| \| Archaefructus † \| \| \| \| \| \| Angiospermae \| \| \| \| |
|  |                                                                  |
|  | Archaefructus †                                                  |
|  |                                                                  |
|  | Angiospermae                                                     |
|  |                                                                  |

|  | Archaefructus † |
|  |                 |
|  | Angiospermae    |
|  |                 |

|  | Glossopteridales † |
|  |                    |
|  | Pentoxylales †     |
|  |                    |

|  | Sanmiguelia †                                                    |
|  |                                                                  |
|  | \| \| Archaefructus † \| \| \| \| \| \| Angiospermae \| \| \| \| |
|  |                                                                  |
|  | Archaefructus †                                                  |
|  |                                                                  |
|  | Angiospermae                                                     |
|  |                                                                  |

|  | Archaefructus † |
|  |                 |
|  | Angiospermae    |
|  |                 |

|  | Sanmiguelia †                                                    |
|  |                                                                  |
|  | \| \| Archaefructus † \| \| \| \| \| \| Angiospermae \| \| \| \| |
|  |                                                                  |
|  | Archaefructus †                                                  |
|  |                                                                  |
|  | Angiospermae                                                     |
|  |                                                                  |

|  | Archaefructus † |
|  |                 |
|  | Angiospermae    |
|  |                 |

|  | Sanmiguelia †                                                    |
|  |                                                                  |
|  | \| \| Archaefructus † \| \| \| \| \| \| Angiospermae \| \| \| \| |
|  |                                                                  |
|  | Archaefructus †                                                  |
|  |                                                                  |
|  | Angiospermae                                                     |
|  |                                                                  |

|  | Archaefructus † |
|  |                 |
|  | Angiospermae    |
|  |                 |

|  | Sanmiguelia †                                                    |
|  |                                                                  |
|  | \| \| Archaefructus † \| \| \| \| \| \| Angiospermae \| \| \| \| |
|  |                                                                  |
|  | Archaefructus †                                                  |
|  |                                                                  |
|  | Angiospermae                                                     |
|  |                                                                  |

|  | Archaefructus † |
|  |                 |
|  | Angiospermae    |
|  |                 |